# TIGAR
TIGAR (англ. TP53 induced glycolysis regulatory phosphatase) – білок, який кодується однойменним геном, розташованим у людей на короткому плечі 12-ї хромосоми. Довжина поліпептидного ланцюга білка становить 270 амінокислот, а молекулярна маса — 30 063.
| 10         |  | 20         |  | 30         |  | 40         |  | 50         |
| ---------- |  | ---------- |  | ---------- |  | ---------- |  | ---------- |
| MARFALTVVR |  | HGETRFNKEK |  | IIQGQGVDEP |  | LSETGFKQAA |  | AAGIFLNNVK |
| FTHAFSSDLM |  | RTKQTMHGIL |  | ERSKFCKDMT |  | VKYDSRLRER |  | KYGVVEGKAL |
| SELRAMAKAA |  | REECPVFTPP |  | GGETLDQVKM |  | RGIDFFEFLC |  | QLILKEADQK |
| EQFSQGSPSN |  | CLETSLAEIF |  | PLGKNHSSKV |  | NSDSGIPGLA |  | ASVLVVSHGA |
| YMRSLFDYFL |  | TDLKCSLPAT |  | LSRSELMSVT |  | PNTGMSLFII |  | NFEEGREVKP |
| TVQCICMNLQ |  | DHLNGLTETR |  |            |  |            |  |            |

A: Аланін

C: Цистеїн

D: Аспарагінова кислота

E: Глутамінова кислота

F: Фенілаланін

G: Гліцин

H: Гістидин

I: Ізолейцин

K: Лізин

L: Лейцин

M: Метіонін

N: Аспарагін

P: Пролін

Q: Глутамін

R: Аргінін

S: Серин

T: Треонін

V: Валін

Кодований геном білок за функцією належить до гідролаз. 
Задіяний у таких біологічних процесах, як апоптоз, автофагія, ацетилювання. 
Локалізований у цитоплазмі, ядрі, мітохондрії.